# Triton (hold)
A Triton a Naprendszer hetedik és a Neptunusz legnagyobb holdja. A bolygótól mért távolsága 354 760 km, átmérője 2706 km, amivel nagyobb a Plutónál is. Keringése retrográd, azaz a bolygó forgásirányával ellenkező irányban kering. Ezzel egyedülálló a nagyobb holdak között, mivel a legnagyobb retrográd keringésű hold átmérője is csupán 8%‑a a Tritonénak. A Triton egyike azon kevés holdaknak a Naprendszerben, amelyek geológiailag aktívak. Felszíne viszonylag fiatal, és jégvulkánok borítják. A hold rendelkezik egy nagyon vékony, nitrogénből és metánból álló légkörrel.

## Felfedezése
William Lassell fedezte fel 1846. október 10-én, mindössze 17 nappal azután, hogy a Berlini Obszervatóriumban Johann Gottfried Galle felfedezte a Neptunuszt. A bolygó és az első hold felfedezése között itt telt el a legkisebb idő. Nevét a görög tengeristenről, Tritónról, Poszeidón fiáról kapta.

## Keringése és forgása
Keringése kötött, azaz mindig ugyanazt az arcát mutatja a Neptunusz felé, emellett retrográd, vagyis a bolygó forgási irányával ellentétes. Ez és a Plutóhoz hasonló felépítése azt valószínűsíti, hogy a hold nem a Neptunusszal egyszerre alakult ki, hanem a Kuiper-övben jött létre, és a Neptunusz csak később foghatta be. Pályájának excentricitása nagyon kicsi, mindössze 0,000016, így majdnem körpályán kering. Forgási ideje megegyezik a keringési idejével. Forgástengelye a Neptunusz forgástengelyével 157 fokos szöget zár be, így hol a sarkvidékeit, hol az egyenlítői térségeit fordítja a nap felé, ami jelentős éghajlati változásokat okoz a Tritonon. A kölcsönös árapály-hatás miatt egyre közelebb kerül a Neptunuszhoz, és körülbelül 3,6 milliárd év múlva átlépi a Roche-határt, és az árapály erők darabokra szaggatják, a bolygó gyűrűit gazdagítva vele.

## Fizikai tulajdonságok

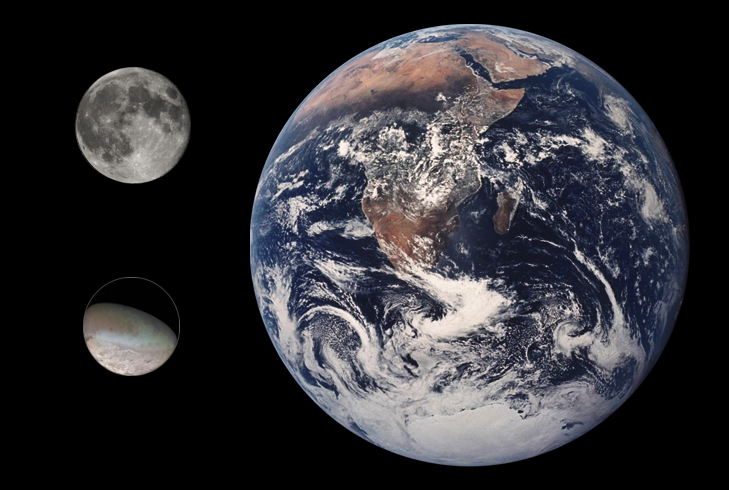
A Triton (balra lent), a Hold és a Föld méreteinek összehasonlítása

A Triton átmérője 2705 km, ezzel a Neptunusz legnagyobb, és a Naprendszer hetedik legnagyobb holdja. Tömege messze meghaladja a Neptunusz többi holdjáét - a bolygó körül keringő holdak tömegének 99,5%-át teszi ki. Mérete, sűrűsége, hőmérséklete és kémiai összetétele hasonló a Plutoéhoz. Hasonlóan a Plutóhoz, felszínét 55%-ban fagyott nitrogén borítja, 15-35% vízjéggel és 10-20% szárazjéggel, emellett tartalmaz csekély mennyiségű metánt és szén-monoxidot. Sűrűsége 2,05 g/cm³, ami az Europa és az Io kivételével magasabb a külső bolygók holdjainak sűrűségénél. Ez azt valószínűsíti, hogy a Triton belsejében több a szikla mint a többi holdéban. Felszíne 23 millió km² területű, ez a Föld szárazföldjei területének 15,5%-a. A Triton albedója az egyik legnagyobb a Naprendszerben: a ráeső fény 60-95%-át visszaveri. Összehasonlításképpen, a Hold a ráeső fény mindössze 11%-át veri vissza.

## Felszíne

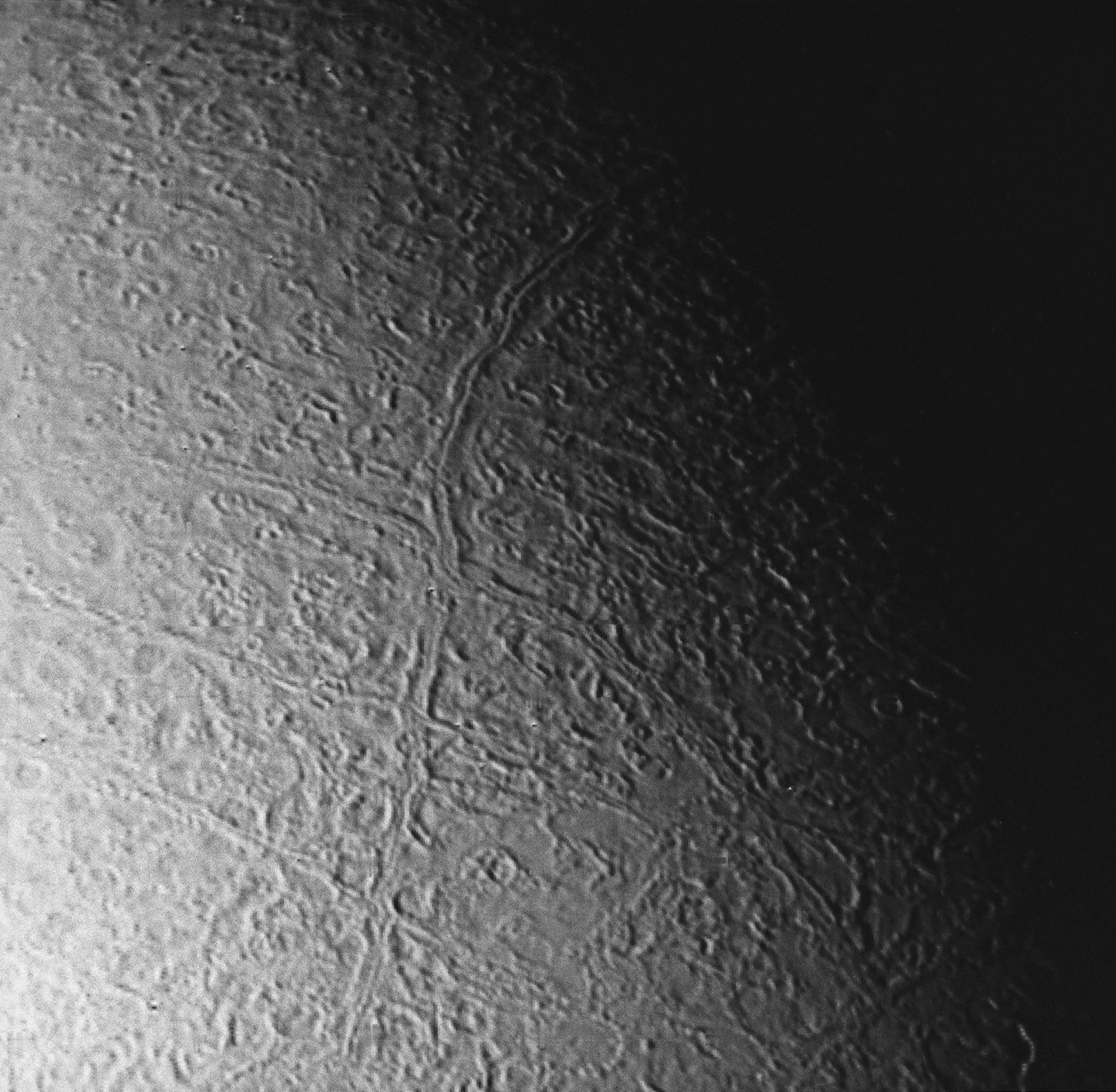
A Triton felszíne 130 000 km-ről a Voyager–2 felvételén (1989, NASA)

Az égitest felszíne nagyon változatos. Felszínét vízjégréteg borítja, melyre metán- és nitrogénjég rakódott, ez utóbbi okozza a déli poláris sapka rózsaszínes árnyalatát. A Voyager–2 által feltérképezett területrészt három nagy régióra osztották, ezek a sarkvidéki Uhlanga Regio, a keleti Monad Regio és a nyugati Bubembe Regio. A déli sarkvidéken jégvulkánok vannak. A jégvulkánokból folyékony nitrogén, metán és por keveréke lökődik ki, másodpercenként akár 150 méteres sebességgel, így több kilométer magasra is feljuthat, mielőtt nagy területen szétszóródna. A kitörés a törmeléket is magával ragadja, ami hosszú sötét foltokat hoz létre a hold felszínén. Ezeknek a foltoknak a hossza elérheti a 70 km-t. Egy Voyager-2 felvételen 8 km magas kilövellés látszik, ami a felszínre visszahullva 140 km távolságra is eljutott. A Monad Regio domborzatilag két részre osztható, egyik nagyrészt egyenletesen sík, a másikat pedig vízjég alakította fallal övezett síkságok és lapos medrű mélyedések tagolják. A Bubembe Regio felszíne leginkább a sárgadinnye héjához hasonlítható. A tájat nagyjából 30 km átmérőjű, kör alakú gödrök pettyezik, melyet óriási repedések szabdalnak.

## Légköre
A Triton ritka, vékony nitrogén-légkörrel rendelkezik, amely kevés metánt és nyomokban szén-monoxidot is tartalmaz. A légkör, hasonlóan a Plutóéhoz a felszíni nitrogén párolgása nyomán jött létre. A megfagyott nitrogénjég-kristályok a felszín felett pár kilométerrel vékony felhőket alkotnak. A felszín közelében 5–15 m/s sebességű szelek fújnak északkeleti irányba. Ennek az oka a déli jégsapkában a nitrogén szublimációja; a gáz északi irányba áramlik, amit a Coriolis-erő térít el kelet felé. A felszíni hőmérséklet 35,6 és 40 kelvin közötti, ezzel a leghidegebb égitest a Naprendszerben. A felszíni nyomás mindössze 1,4-1,9 Pa, ez a földi 1/70000-ed része.